# Romanowo (rejon chomutowski)
Romanowo (ros. Романово) – wieś (ros. село, trb. sieło) w zachodniej Rosji, centrum administracyjne sielsowietu romanowskiego w rejonie chomutowskim obwodu kurskiego.

## Geografia
Miejscowość położona jest w dorzeczu Siewu (nad ruczajem Romanowskij i jego dopływami: rzeką Wieć i ruczajem Mickij), 6,5 km od centrum administracyjnego rejonu (Chomutowka), 110 km od Kurska.
W granicach miejscowości znajdują się ulice: Mołodiożnaja, Centralnaja, Zawodskaja.

## Demografia
W 2010 r. miejscowość zamieszkiwało 129 osób.